# Cervera de Pisuerga
Cervera de Pisuerga es un municipio y también una villa, cabecera del mismo, en la provincia de Palencia, en la comunidad autónoma de Castilla y León, España. Su población es de 2283 habitantes (INE 2024).

## Geografía
Se encuentra a una distancia de 116 km de Palencia, la capital provincial, y situado en la Montaña Palentina, entre 1000 y 1200 m de altitud.
- Cervera de Pisuerga tiene el término municipal de mayor extensión de la provincia con 325 km².
- Cervera, se sitúa en el corazón del Parque Natural Montaña Palentina, área de excepcionales valores naturales y culturales. Este territorio está vertebrado de norte a sur por dos ríos principales: El río Carrión, área de dominio más montañoso; siendo el pico Curavacas con 2525 m de altitud el techo palentino y el río Pisuerga, con un dominio más forestal y en cuyo margen derecho se localiza la localidad de Cervera de Pisuerga, bordeada por el arroyo Agüeros y el río Rivera, en un valle delimitado por los pantanos de Ruesga y Requejada.
- Cervera surge como encrucijada de caminos. El paso obligado desde las tierras castellanas a la zona Cantábrica y la vía que recorre de este a oeste la vertiente sur de la cordillera Cantábrica. El enclave geográfico de Cervera ha sido un factor importante al desarrollo tanto histórico artístico, como socioeconómico de esta villa señorial.

El municipio comprende además 23 pedanías:
- Arbejal
- Barcenilla de Pisuerga
- Celada de Roblecedo
- Cubillo de Ojeda
- Estalaya
- Gramedo
- Herreruela de Castillería
- Ligüérzana
- Perazancas de Ojeda
- Quintanaluengos
- Rabanal de los Caballeros
- Rebanal de las Llantas
- Resoba
- Rueda de Pisuerga
- Ruesga
- San Felices de Castillería
- San Martín de los Herreros
- Santibáñez de Resoba
- Vallespinoso de Cervera
- Valsadornín
- Vañes
- Ventanilla
- Verdeña

Municipios limítrofes
- Castrejón de la Peña
- Dehesa de Montejo
- Mudá
- La Pernía
- Polentinos
- San Cebrián de Mudá
- Triollo

### Clima
Cervera de Pisuerga tiene un clima oceánico Cfb (templado sin estación seca con verano templado) según la clasificación climática de Köppen. La cercana presencia de la cordillera Cantábrica contribuye a suavizar las variaciones térmicas y pluviométricas propias del clima continental de la meseta castellana.
| Parámetros climáticos promedio de Cervera de Pisuerga en el periodo 1961-2003 | Parámetros climáticos promedio de Cervera de Pisuerga en el periodo 1961-2003 | Parámetros climáticos promedio de Cervera de Pisuerga en el periodo 1961-2003 | Parámetros climáticos promedio de Cervera de Pisuerga en el periodo 1961-2003 | Parámetros climáticos promedio de Cervera de Pisuerga en el periodo 1961-2003 | Parámetros climáticos promedio de Cervera de Pisuerga en el periodo 1961-2003 | Parámetros climáticos promedio de Cervera de Pisuerga en el periodo 1961-2003 | Parámetros climáticos promedio de Cervera de Pisuerga en el periodo 1961-2003 | Parámetros climáticos promedio de Cervera de Pisuerga en el periodo 1961-2003 | Parámetros climáticos promedio de Cervera de Pisuerga en el periodo 1961-2003 | Parámetros climáticos promedio de Cervera de Pisuerga en el periodo 1961-2003 | Parámetros climáticos promedio de Cervera de Pisuerga en el periodo 1961-2003 | Parámetros climáticos promedio de Cervera de Pisuerga en el periodo 1961-2003 | Parámetros climáticos promedio de Cervera de Pisuerga en el periodo 1961-2003 |
| Mes | Ene.                                                                          | Feb.                                                                          | Mar.                                                                          | Abr.                                                                          | May.                                                                          | Jun.                                                                          | Jul.                                                                          | Ago.                                                                          | Sep.                                                                          | Oct.                                                                          | Nov.                                                                          | Dic.                                                                          | Anual                                                                         |
| --- | ----------------------------------------------------------------------------- | ----------------------------------------------------------------------------- | ----------------------------------------------------------------------------- | ----------------------------------------------------------------------------- | ----------------------------------------------------------------------------- | ----------------------------------------------------------------------------- | ----------------------------------------------------------------------------- | ----------------------------------------------------------------------------- | ----------------------------------------------------------------------------- | ----------------------------------------------------------------------------- | ----------------------------------------------------------------------------- | ----------------------------------------------------------------------------- | ----------------------------------------------------------------------------- |
| Temp. media (°C) | 1.50                                                                          | 2.70                                                                          | 5.10                                                                          | 6.70                                                                          | 10.50                                                                         | 14.40                                                                         | 17.30                                                                         | 17.20                                                                         | 14.40                                                                         | 9.60                                                                          | 4.90                                                                          | 2.20                                                                          | 8.90                                                                          |
| Precipitación total (mm) | 124.30                                                                        | 100.30                                                                        | 75.90                                                                         | 87.50                                                                         | 93.00                                                                         | 51.80                                                                         | 36.60                                                                         | 32.20                                                                         | 59.20                                                                         | 110.30                                                                        | 117.60                                                                        | 117.80                                                                        | 1006.40                                                                       |
| Fuente: Ministerio de Agricultura, Alimentación y Medio Ambiente. Datos de precipitación para el periodo 1961-2003 y de temperatura para el periodo 1961-2003 en Cervera de Pisuerga 2 de octubre de 2012 |                                                                               |                                                                               |                                                                               |                                                                               |                                                                               |                                                                               |                                                                               |                                                                               |                                                                               |                                                                               |                                                                               |                                                                               |                                                                               |

## Naturaleza

### Flora
Nos encontramos en un área de transición entre las regiones atlántica y mediterránea, lo que otorga una gran biodiversidad de especies. Así vemos, un dominio de hayedos y robledales en las zonas más altas y septentrionales, frente a los rebollares y encinares que pueblan las áreas más meridionales.
El área de influencia del río Pisuerga es claramente más forestal, las formaciones boscosas cubren las laderas y los montes en su totalidad, a diferencia del área bañada por el río Carrión con un dominio mayor del matorral, grandes extensiones de pastizales y monte bajo de brezos, escobas y piornales y la aparición en zonas altas de enebros y sabinas rastreras.
Dentro de los bosques de nuestro territorio podemos destacar la Tejeda de Tosande, un excepcional bosque de tejos. También hay que mencionar el Roblón de Estalaya, árbol singular de nuestro territorio, así como los roblones de Ruesga o el de Herreruela de Castillería.
Sin lugar a dudas, un excepcional valor es la presencia en esta zona de algunos endemismos botánicos, verdaderos tesoros naturales de una gran fragilidad y vulnerabilidad.

### Fauna
En este territorio están presentes casi todas las especies representativas de la fauna cantábrica. Destacando especies tan emblemáticas como el oso pardo cantábrico, el lobo ibérico o el águila real.
Vemos en el territorio una gran presencia de ungulados, como el corzo, el rebeco y de un modo muy especial el ciervo, que al llegar el otoño rompe el silencio de los bosques con el berrido de sus machos celo. También el jabalí está muy presente y su gestión es objeto de cacerías reguladas en los diferentes montes de la comarca.
Otros mamíferos destacados son la nutria, el gato montés o la liebre de piornal. Entre las aves tienen gran interés las especies forestales y alpinas, así como las grandes rapaces (águila real, buitre leonado, alimoche o búho real).
También hay que mencionar la fauna asociada a los ríos, con una gran diversidad piscícola, aunque sin lugar a dudas es la trucha común la especie más apreciada por los pescadores que tantean los ríos y embalses de nuestro territorio.
La enorme diversidad de invertebrados, también es reseñable, destacando algunos grupos de insectos, como el de mariposas, abejorros o escarabajos forestales.
El nombre de la villa deriva muy posiblemente de la abundancia cinegética que poseía en otros tiempos, y alude específicamente a los ciervos. Uno de estos animales orna el escudo de Cervera.

## Historia
Existen indicios que testifican la presencia humana en este territorio desde tiempos prehistóricos.
La Montaña Palentina, acoge a los primitivos pobladores, los cántabros, que se niegan a someterse a Roma, ahí comienza una historia larga en acontecimientos y hechos trascendentales.
Pasados los primeros años de ocupación árabe, esta zona vuelve a tener importancia histórica al ser freno de las incursiones de los conquistadores en los siglos X y XI. La repoblación del territorio es rápida y se convierte en un mecanismo eficaz para asegurar el avance de la frontera. Para ello juegan un importante papel las comunidades monásticas. En la comarca se ubicaron numerosas fortificaciones para este fin.
La primera cita sobre Cervera, cuyo nombre deriva de “Cervaria” lugar de ciervos, se fecha en un manuscrito del año 818, siendo por tanto la localidad más antigua de cuantas se documentan en Palencia.
Los cerveranos se distinguen en varias batallas de la Reconquista, adquiriendo gracias a ellas honores y privilegios.
Cervera será cabeza de Merindad de la Liébana - Pernía. A mediados del siglo XV, será señorío del Conde de Siruela, que ejercerá un gran poder en la zona hasta comienzos del siglo XIX. La época de esplendor será en el siglo XVI, que es cuando proliferan los linajes locales. Tomó parte activa en la guerra de las comunidades, en la guerra de la Independencia y durante las guerras carlistas.
A finales del siglo XIX, la comarca de Cervera experimentó cierto desarrollo industrial con el descubrimiento del carbón y la construcción del ferrocarril de vía estrecha La Robla- Bilbao, llamado “El hullero”, que trasladaba el carbón a puertos de mar en Santander y Bilbao y en los Altos Hornos de Vizcaya.

## Geografía humana

### Demografía
Cuenta con una población de 2283 habitantes (INE 2024).
| Gráfica de evolución demográfica de Cervera de Pisuerga entre 1842 y 2021 |
| |
| Población de derecho según los censos de población del INE. Población de hecho según los censos de población del INE.En 1857 crece el término del municipio porque incorpora a Villanueva de Vañes. En 1971 crece el término del municipio porque incorpora a Valsadornín. En 1972 incorpora a Arbejal y Ligüérzana. En 1973 incorpora a Resoba. En 1974 incorpora a Quintanaluengos y San Martín de los Herreros. En 1975 incorpora a Rebanal de las Llantas. En 1976 incorpora a Celada de Roblecedo y Santibáñez de Resoba. En 1977 incorpora a Herreruela de Castillería. En 1979 incorpora a Perazancas. |

## Patrimonio

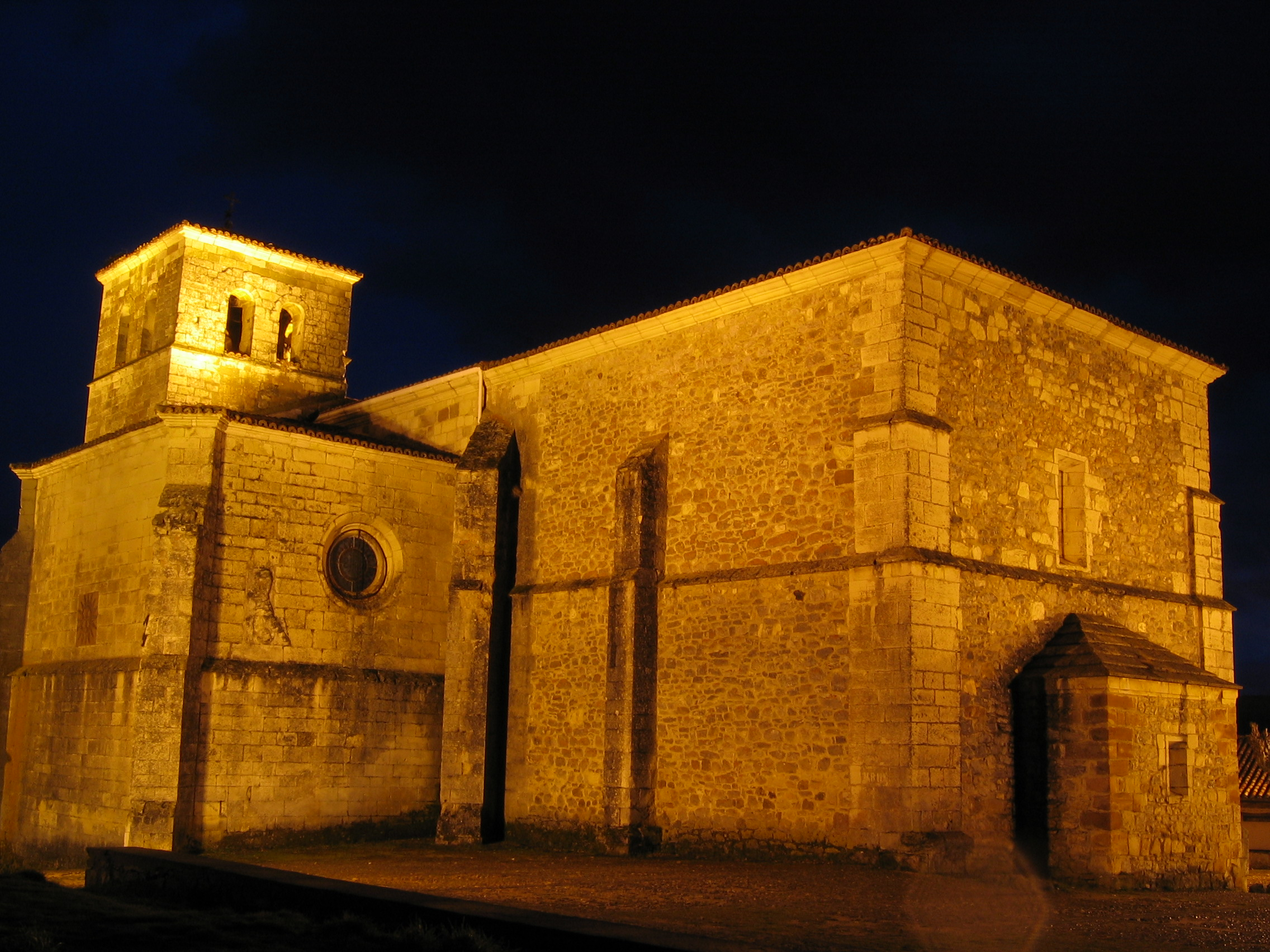
La iglesia de Santa María del Castillo en una vista nocturna

### Iglesia parroquial de Santa María del Castillo
Fue declarada Monumento Histórico Artístico Nacional en 1977. Está situada, como su nombre indica, en un alto que en tiempos albergó una fortaleza medieval. El edificio es de fábrica gótica del siglo XVI, aunque el verdadero interés del templo se encuentra en el interior. Destacan las bóvedas estrelladas de la nave central, la capilla mayor y el crucero, así como la capilla de Santa Ana, fundada por los Gutiérrez Pérez de Mier en 1480. Dentro de esa capilla funeraria se halla un excepcional retablo hispano-flamenco, la Adoración de los Reyes Magos, famosa tabla de Juan de Flandes de 1495.
Destacar también el Cristo de las Batallas, s. XIII y la talla policromada de la Virgen del Castillo, s. XIV.

### Ermita barroca de la Cruz
Iglesia barroca del siglo XVIII.En la Plaza de la Cruz se encuentra La fachada presenta una original composición bícroma lograda con dos tipos de piedra de diferente color; se decora con una hornacina con la imagen de Cristo llevando la cruz, y un escudo flanqueado por unos versos alusivos a la Historia de la Redención, buen ejemplo todo ello de recargado barroquismo. Destacar unos capiteles blasonados, bellamente decorados.

### Ermita rupestre de San Vicente

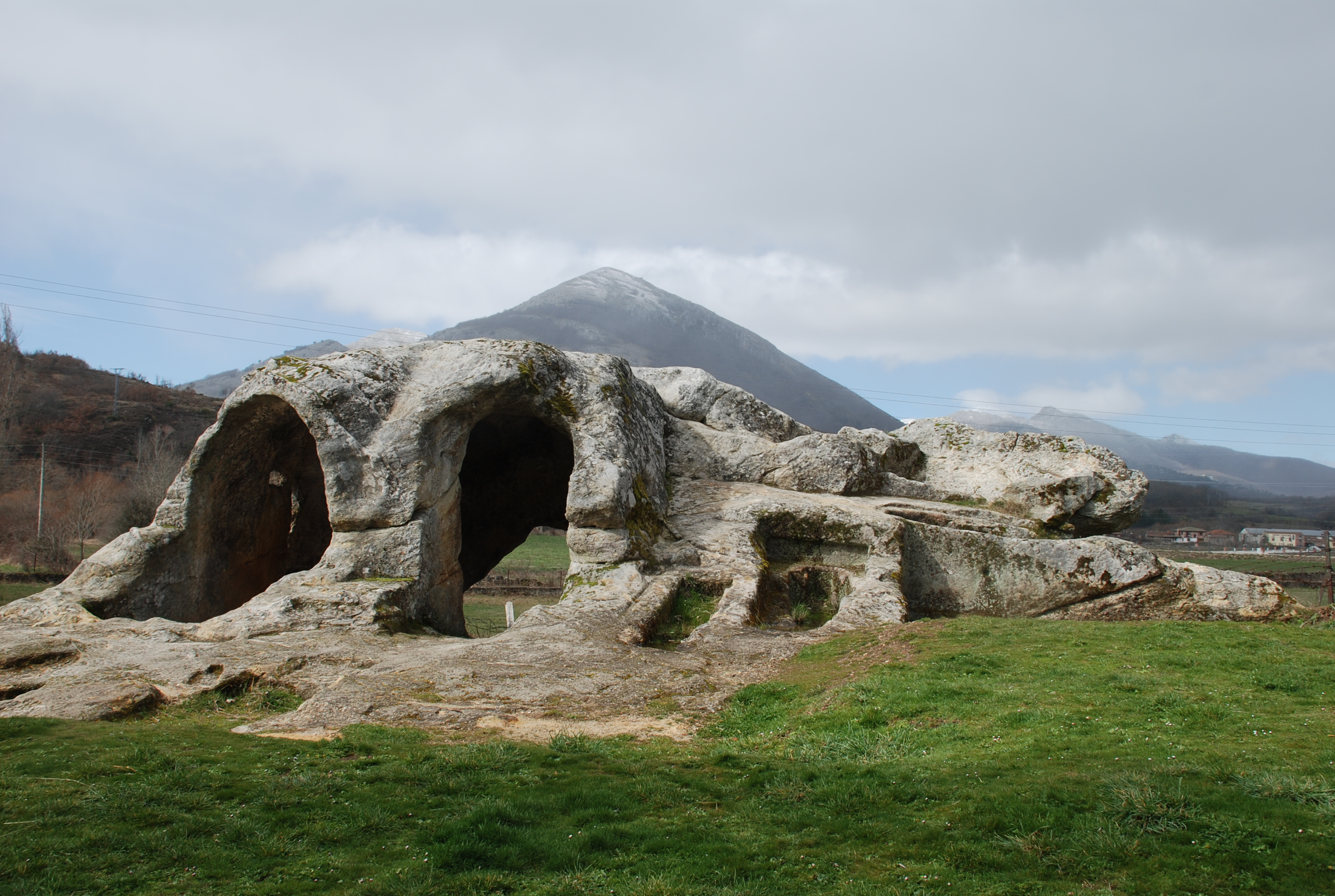
Ermita rupestre de San Vicente

La Ermita rupestre de San Vicente se localiza a las afueras de Cervera y cerca de la confluencia de los ríos Pisuerga y Rivera, en un lugar llamado Vallejera, forma parte del importante conjunto rupestre existente en la Montaña Palentina y en el sur de Cantabria. Tuvo su mayor apogeo en los primeros siglos de la Alta Edad Media. La ermita está rodeada de una necrópolis antropomorfa, fechada entre los siglos VIII y IX, que cuenta con 20 tumbas excavadas en la roca. Pudo formar parte de un pequeño complejo monástico que contaría con otros edificios ahora desaparecidos.

### Conjunto histórico de la villa
Se caracteriza por su plaza porticada, con postes de piedra y capiteles de los siglos XVI y XVII, declarado Bien de Interés Cultural (BIC) en la categoría de «Conjunto Histórico» en mayo de 2010.
Abundan en su callejero, casas solariegas y pequeños palacios con escudos como la Casa de los Leones, con dos impresionantes escudos en su fachada, la bolera municipal, antiguo caserón del siglo XVI, ambas municipales.
El Palacio de los Gil y la Casona de los Velasco, s. XVI, la Casa de Gutiérrez de Mier del s. XVI, hoy reutilizada como Museo Etnográfico de Piedad Isla y la Casa Cantarranas, s. XVIII, dedicada a Museo de Arquitectura y Etnografía Rural.